# Hermann Müller (botanico)
Heinrich Ludwig Hermann Müller (23 settembre 1829 – 25 agosto 1883) è stato un botanico tedesco, che fornì prove importanti della teoria dell'evoluzione di Darwin.

## Biografia
Müller fu uno dei primi ricercatori della coevoluzione. Nel 1873 pubblicò il libro Befruchtung der Blumen durch Insekten, che fu tradotto in inglese su suggerimento di Darwin nel 1883 con il titolo The Fertilisation of Flowers. Ebbe con Darwin uno scambio epistolare: si contano 36 lettere scritte dall'uno all'altro o da Darwin a proposito di Müller. Darwin lo ha citato ampiamente nell'opera L'origine dell'uomo e la selezione sessuale, per le sue informazioni sul comportamento delle api.

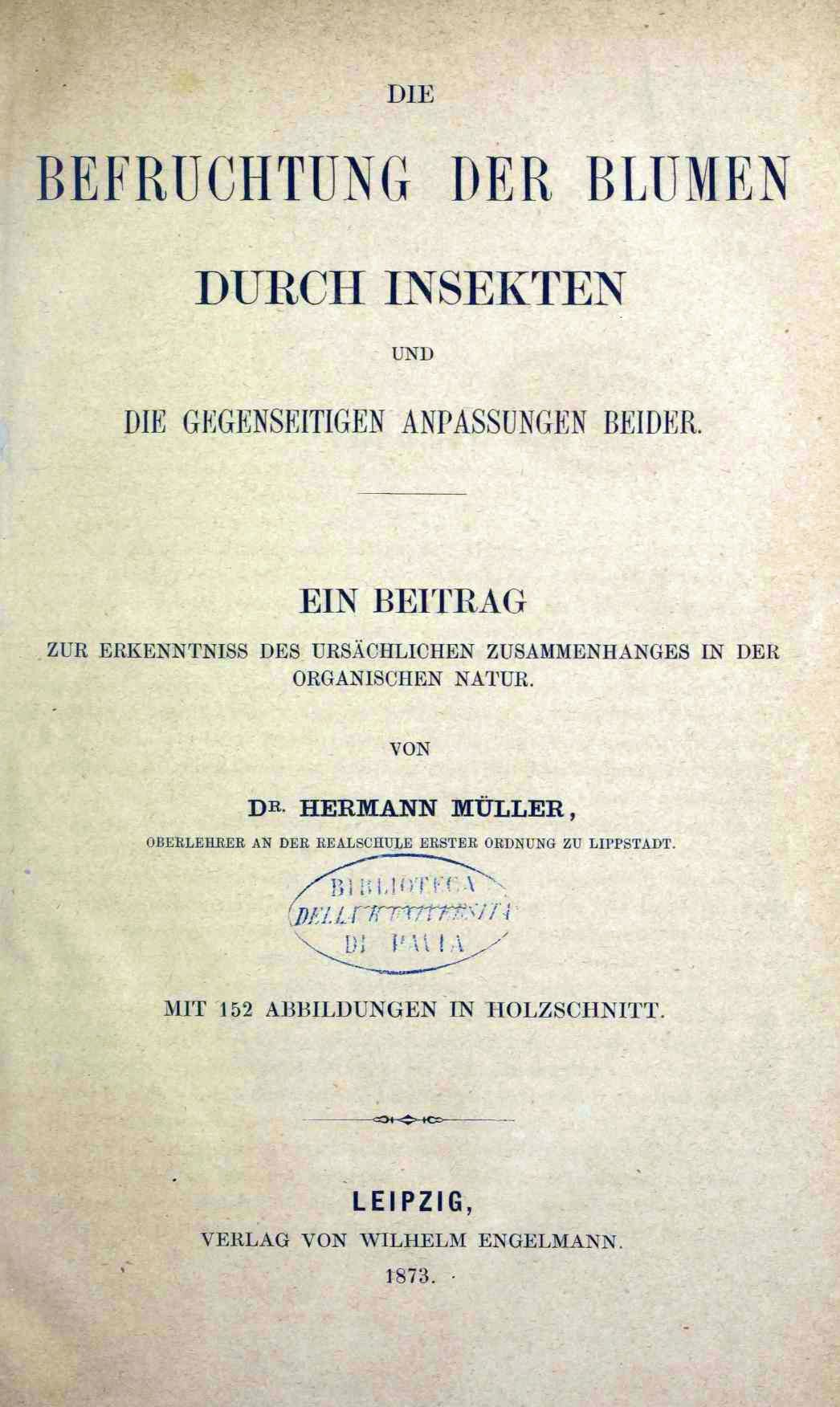
Befruchtung der Blumen durch Insekten, 1873

Hermann fu il fratello di Fritz Müller, il biologo che visse nel sud del Brasile, a Santa Catarina, e fu ricercatore di storia naturale. Fritz Müller scrisse il primo libro in lingua tedesca a supporto della teoria darwiniana, Für Darwin; egli è anche conosciuto per la scoperta del mimetismo mülleriano. I lavori di entrambi i fratelli furono ben noti a Darwin.
Müller fu fortemente contrastato dai circoli conservatori tedeschi per le sue idee sull'evoluzione. La discussione si inasprì nel 1879 e fu persino portata all'assemblea prussiana, dopo che Müller aveva trattato nel suo insegnamento di un lavoro dello scrittore darwinista tedesco Ernst Krause; lo stato prussiano tuttavia non espulse Müller.

## Opere
- (DE) Befruchtung der Blumen durch Insekten und die gegenseitigen Anpassungen beider, Leipzig, Wilhelm Engelmann, 1873.